# Perilestes bispinus
Perilestes bispinus – gatunek ważki z rodziny Perilestidae. Występuje na terenie Ameryki Południowej.